# Guipry
Guipry korábbi község Franciaországban, Ille-et-Vilaine megyében. Lakosainak száma 3830 fő (2018. január 1.). Guipry Langon, Pipriac, Lohéac, Saint-Malo-de-Phily, Messac, Lieuron és Guignen községekkel határos.
2016. január 1-jén Messac korábbi községgel egyesült és az így létrejött Guipry-Messac új község része lett.

## Népesség
A település népességének változása:
| Lakosok száma | 2470 | 2530 | 2525 | 2578 | 2991 | 3518 | 3688 | 3744 | 3798 | 3830 |
|               | 1962 | 1968 | 1982 | 1990 | 1999 | 2008 | 2011 | 2013 | 2017 | 2018 |